# Assedio di Kruja (1478)
Il quarto assedio di Kruja da parte dell'Impero ottomano avvenne il 15 ottobre 1478, dieci anni dopo la morte di Skanderbeg, e provocò la cattura della città dopo il fallimento dei tre precedenti assedi.
Demoralizzati e gravemente indeboliti dalla fame e dalla mancanza di rifornimenti dopo un anno di assedio, i Veneziani e gli albanesi si arresero al Sultano Mehmed II, che aveva concordato con loro l'incolumità. Una delle importanti fonti storiche su questo assedio è il quarto volume del manoscritto Annali Veneti e del Mondo scritto da Stefano Magno.
Agli assediati di Kruja fu data la scelta di rimanere e sottomettersi al dominio ottomano o ritirarsi sani e salvi con i loro averi. Scelsero la seconda opzione e furono invece "decapitati senza pietà".
In seguito alla caduta molte popolazioni Albanesi emigrarono verso l'Italia. Gli ottomani presa Kruje pianificano l'assalto alla città Veneziana di Scutari.